# Minister van Defensie van de Sovjet-Unie

## Ministers van Defensie van de Sovjet-Unie (1917–1991)
| Nr. | Volkscommissaris van Defensie  | Volkscommissaris van Defensie  | Volkscommissaris van Defensie                                       | Ambtstermijn     | Ambtstermijn     | Anciënniteit |
| --- | ------------------------------ | ------------------------------ | ------------------------------------------------------------------- | ---------------- | ---------------- | ------------ |
|     |                                | Nikolaj Podvoiski              | Nikolaj Podvoiski Николай Подвойский (1880–1948)                    | 15 november 1917 | 14 maart 1918    | 0 jaar       |
|     |                                | Lev Trotski                    | Lev Trotski Лев Троцкий (1879–1940)                                 | 14 maart 1918    | 25 januari 1925  | 6 jaar       |
|     |                                | Michail Froenze                | Michail Froenze Михаил Фрунзе (1885–1925)                           | 25 januari 1925  | 31 oktober 1925  | 0 jaar       |
|     |                                | Kliment Vorosjilov             | Maarschalk Kliment Vorosjilov Климе́нт Вороши́лов (1881–1969)         | 5 november 1925  | 6 mei 1940       | 14 jaar      |
| Nr. | Minister van de Strijdkrachten | Minister van de Strijdkrachten | Minister van de Strijdkrachten                                      | Ambtstermijn     | Ambtstermijn     | Anciënniteit |
| 1   |                                | Jozef Stalin                   | Maarschalk Jozef Stalin Иосиф Сталин (1878–1953)                    | 10 maart 1946    | 3 maart 1947     | 0 jaar       |
| 2   |                                | Nikolaj Boelganin              | Maarschalk Nikolaj Boelganin Николай Булганин (1895–1975)           | 3 maart 1947     | 24 maart 1949    | 2 jaar       |
| 3   |                                | Aleksandr Vasilevski           | Maarschalk Aleksandr Vasilevski Алекса́ндр Василе́вский (1895–1977)   | 24 maart 1949    | 25 februari 1950 | 0 jaar       |
| Nr. | Minister van Oorlog            | Minister van Oorlog            | Minister van Oorlog                                                 | Ambtstermijn     | Ambtstermijn     | Anciënniteit |
| (3) |                                | Aleksandr Vasilevski           | Maarschalk Aleksandr Vasilevski Алекса́ндр Василе́вский (1895–1977)   | 25 februari 1950 | 15 maart 1953    | 3 jaar       |
| Nr. | Minister van de Marine         | Minister van de Marine         | Minister van de Marine                                              | Ambtstermijn     | Ambtstermijn     | Anciënniteit |
|     |                                | Ivan Joemasjev                 | Admiraal Ivan Joemasjev Иван Юмашев (1895–1972)                     | 25 februari 1950 | 20 juli 1951     | 1 jaar       |
|     |                                | Nikolaj Koeznetsov             | Grootadmiraal Nikolaj Koeznetsov Никола́й Кузнецо́в (1904–1974)       | 20 juli 1951     | 15 maart 1953    | 1 jaar       |
| Nr. | Minister van Defensie          | Minister van Defensie          | Minister van Defensie                                               | Ambtstermijn     | Ambtstermijn     | Anciënniteit |
| (2) |                                | Nikolaj Boelganin              | Maarschalk Nikolaj Boelganin Николай Булганин (1895–1975)           | 15 maart 1953    | 10 februari 1955 | 1 jaar       |
| 4   |                                | Rodion Malinovski              | Maarschalk Georgi Zjoekov Георгий Жуков (1896–1974)                 | 10 februari 1955 | 27 oktober 1957  | 2 jaar       |
| 5   |                                | Rodion Malinovski              | Maarschalk Rodion Malinovski Родио́н Малино́вский (1898–1967)         | 27 oktober 1957  | 31 maart 1967    | 9 jaar       |
| 6   |                                | Andrej Gretsjko                | Maarschalk Andrej Gretsjko Андре́й Гре́чко (1903–1976)                | 12 april 1967    | 26 april 1976    | 9 jaar       |
| 7   |                                | Dmitri Oestinov                | Maarschalk Dmitri Oestinov Дмитрий Устинов (1908–1984)              | 30 juli 1976     | 20 december 1984 | 8 jaar       |
| 8   |                                | Sergej Sokolov                 | Maarschalk Sergej Sokolov Серге́й Соколо́в (1911–2012)                | 22 december 1984 | 30 mei 1987      | 2 jaar       |
| 9   |                                | Dmitri Jazov                   | Maarschalk Dmitri Jazov Дми́трий Я́зов (1924–2020)                    | 30 mei 1987      | 29 august 1991   | 4 jaar       |
| 10  |                                | Jevgeni Sjaposjnikov           | Luchtmaarschalk Jevgeni Sjaposjnikov Евгений Шапошников (1942–2020) | 29 august 1991   | 25 december 1991 | 0 jaar       |